# 佩特拉什夫卡 (揚皮爾區)
48°18′9″N 28°9′49″E / 48.30250°N 28.16361°E
佩特拉什夫卡（烏克蘭語：Петрашівка），是烏克蘭的村落，位於該國西南部文尼察州，由莫希利夫-波季利斯基區負責管轄，始建於1700年，面積1.36平方公里，海拔高度118米，2001年人口702，人口密度每平方公里516.18人。